# 阿爾貝尼鄉
45°02′N 23°36′E / 45.033°N 23.600°E
阿爾貝尼鄉（羅馬尼亞語：Comuna Albeni, Gorj），是羅馬尼亞的鄉份，位於該國西南部，由戈爾日縣負責管轄，面積45平方公里，海拔高度256米，2007年人口2,925，人口密度每平方公里65人。